# April (film)
April is een Georgisch-Italiaans-Franse dramafilm uit 2024, geschreven en geregisseerd door Déa Koeloembegasjvili.

## Verhaal
Nina is een verloskundige op het platteland van Georgië die ondanks een wettelijk verbod patiënten helpt die een abortus willen. Wanneer ze wordt beschuldigd van nalatigheid en wordt onderworpen aan een onderzoek, moet ze zich verdedigen.

## Rolverdeling
| Acteur                | Personage |
| --------------------- | --------- |
| Ia Soechitasjvili     | Nina      |
| Kacha Kintsoerasjvili |           |
| Merab Ninidze         |           |

## Productie
Na het succes van haar eerste speelfilm Dasatskisi (Beginning) ontving Koeloembegasjvili in juni 2022 een "Baumi Script Development Award" om te beginnen met werken aan haar volgende speelfilm, oorspronkelijk getiteld Historia. In december meldde Cineuropa dat het filmen in maart 2023 zou beginnen met financiële steun van Arte France Cinéma.

## Release
April ging op 5 september 2024 in première op het Filmfestival van Venetië in de competitie voor de Gouden Leeuw.

## Prijzen en nominaties
De belangrijkste:
| Jaar | Prijs                    | Categorie          | Genomineerde(n)       | Uitslag     |
| ---- | ------------------------ | ------------------ | --------------------- | ----------- |
| 2024 | Filmfestival van Venetië | Gouden Leeuw       | Déa Koeloembegasjvili | Genomineerd |
| 2024 | Filmfestival van Venetië | Speciale Juryprijs | Déa Koeloembegasjvili | Gewonnen    |